# 芬伍德路站
芬伍德路站（英語：Fenwood Road station）是位于马萨诸塞州波士顿传教山地区的地面轻轨站，靠近亨廷顿大道与芬伍德路路口，波士顿轻轨绿线E支线在此站停靠。据2011年统计，芬伍德路站是绿线使用率倒数第三的车站，仅次于后山站和南街站，日均登车人数仅为221人。

## 车站结构

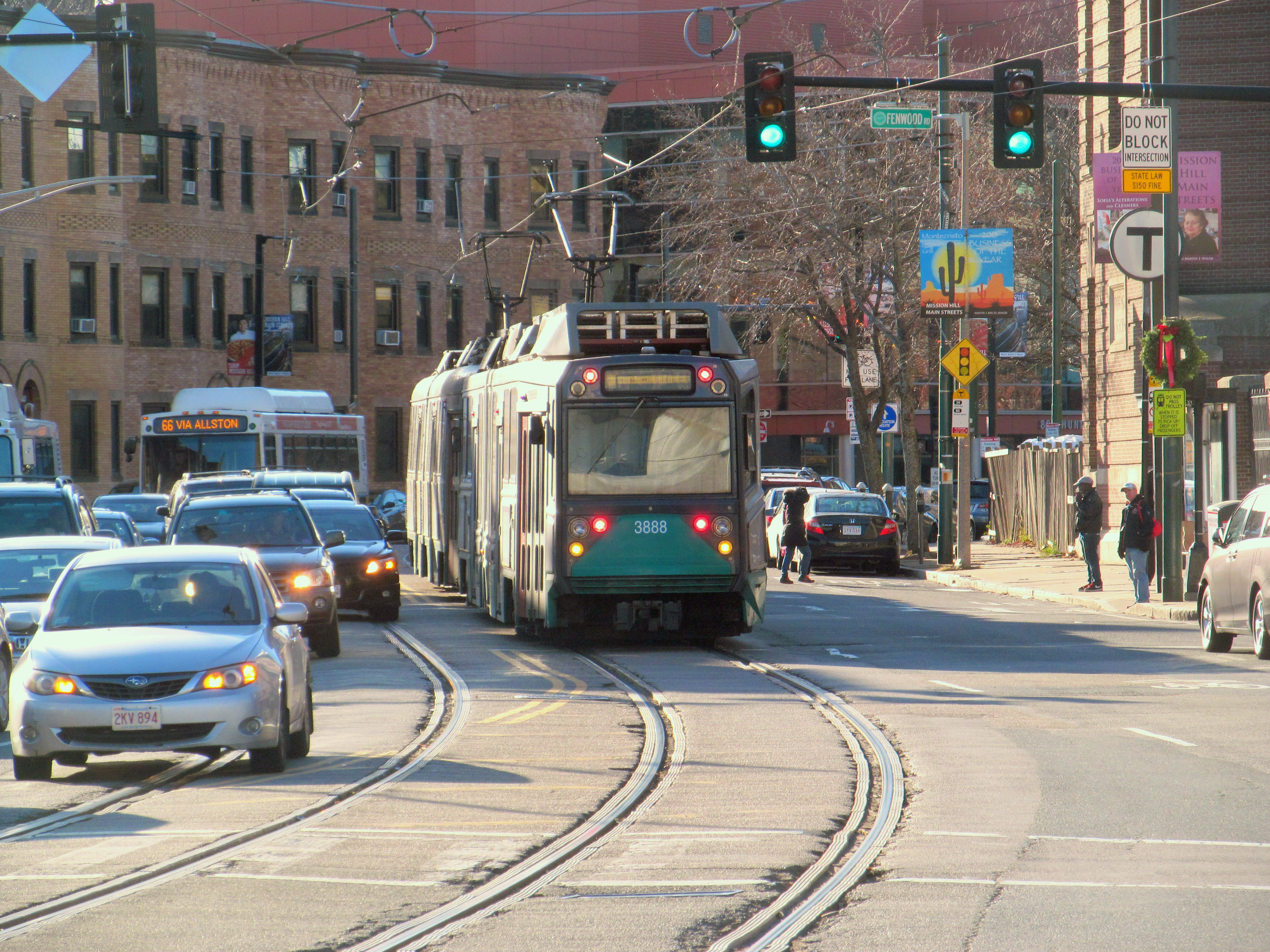
绿线列车在芬伍德路站停车等待乘客上车

E支线布里格姆环岛站至希思街站为马萨诸塞湾交通局仅存的有轨电车段，列车轨道铺沿道路铺设，但没有专用道或中央隔离带，因此列车与普通机动车混行。芬伍德路站是这段轨道上的四座车站之一。
车站没有站台，乘客需要等在路边的人行道上轻轨站车牌下，因此芬伍德路站并不是无障碍车站。当列车靠近时，司机会根据站牌或候车棚下是否有乘客决定是否停车。列车车门上为红色的"Stop"停车标志，停车上下乘客时，会像校车一样伸出警示，提醒周围车辆注意上下车乘客。马萨诸塞州法律规定轻轨列车停止并伸出停车标志时，机动车不允许超车。
| G 街道/站台层 | 人行道候车，右侧开门 | 人行道候车，右侧开门       |
| G 街道/站台层 | 出城                 | 往希思街（传教山公园）     |
| G 街道/站台层 | 入城                 | 往莱希米尔（布里格姆环岛） |
| G 街道/站台层 | 人行道候车，右侧开门 |                            |